# Nîjnea Duvanka
Nîjnea Duvanka (în ucraineană Нижня Дуванка) este o așezare de tip urban din raionul Svatove, regiunea Luhansk, Ucraina. În afara localității principale, mai cuprinde și satele Kulîkivka, Novonîkanorivka, Oleksandrivka, Petrivske și Sverdlovka.

## Demografie
Componența lingvistică a așezării de tip urban Nîjnea Duvanka
     Ucraineană (94,03%)
     Rusă (5,56%)
     Alte limbi (0,08%)
Conform recensământului din 2001, majoritatea populației așezării de tip urban Nîjnea Duvanka era vorbitoare de ucraineană (94,03%), existând în minoritate și vorbitori de rusă (5,56%).